# 개족
개족은 개과에 속하는 포유류 분류군의 하나이다.

## 하위 분류
- 개속
- 아프리카들개속
- 덤불개속
- 승냥이속
- 작은귀개속
- 갈기늑대속
- 남아메리카여우속
- 게잡이여우속